# Karya Bakti (Salang)
Karya Bakti is een bestuurslaag in het regentschap Simeulue van de provincie Atjeh, Indonesië. Karya Bakti telt 454 inwoners (volkstelling 2010).